# تاندیل
تاندیل (به اسپانیایی: Tandil) شهری در کشور آرژانتین، استان بوئنوس آیرس است که در سال ۲۰۰۹ میلادی، حدود ۱۰۱٬۰۱۰ نفر جمعیت داشته است.